# Kúpos májmoha
A kúpos májmoha (Conocephalum conicum) egy elterjedt, az északi féltekén gyakori májmoha faj. Régebben májbetegségek gyógyítására is használták. Erdőkben vastag gyepeket alkot a patakok menti sziklákon, de magányosan is előfordul.

## Jellemzői
A kúpos májmoha villásan elágazó, zöld, sötétzöld színű, 1–2 cm széles lebenyekből áll melyek akár 15 cm hosszúak is lehetnek, felszínük fényes, csillogó. Megdörzsölve jellegzetesen erős terpentin szagú a növény a benne található illóolajok miatt, melyek a sejteken belül az ún. olajtestekben tárolódnak. A telep felszíne hatszögletű mezőkre van felosztva kis barázdákkal. A kis mezők közepén a fehéres gázcserenyílások egy kidudorodás tetején vannak, ezekről a telep felszínén található kis kúpokról kapta a moha a nevét.
Ez a faj kétlaki. Mind az antheridium, mind az archegonium a telepek végén találhatóak. A hímivarszervek barna színűek, lapos korong alakúak. A női ivarszervek hosszúkásak, merőlegesen felfelé nőnek ki a telepből. A 6-8 karéjú spóratok egy zöldes száron fejlődik ki. A spórák 70-90 mikrométer átmérőjűek és már a tokban soksejtűek lesznek. Hasonló faj a csillagos májmoha, de azon csésze alakú rügykosarak találhatóak, a kúpos májmohán azonban nincsenek rügykosarak. Ivartalanul a telepek szélén lévő letöredező hajtásdarabokkal képes szaporodni.

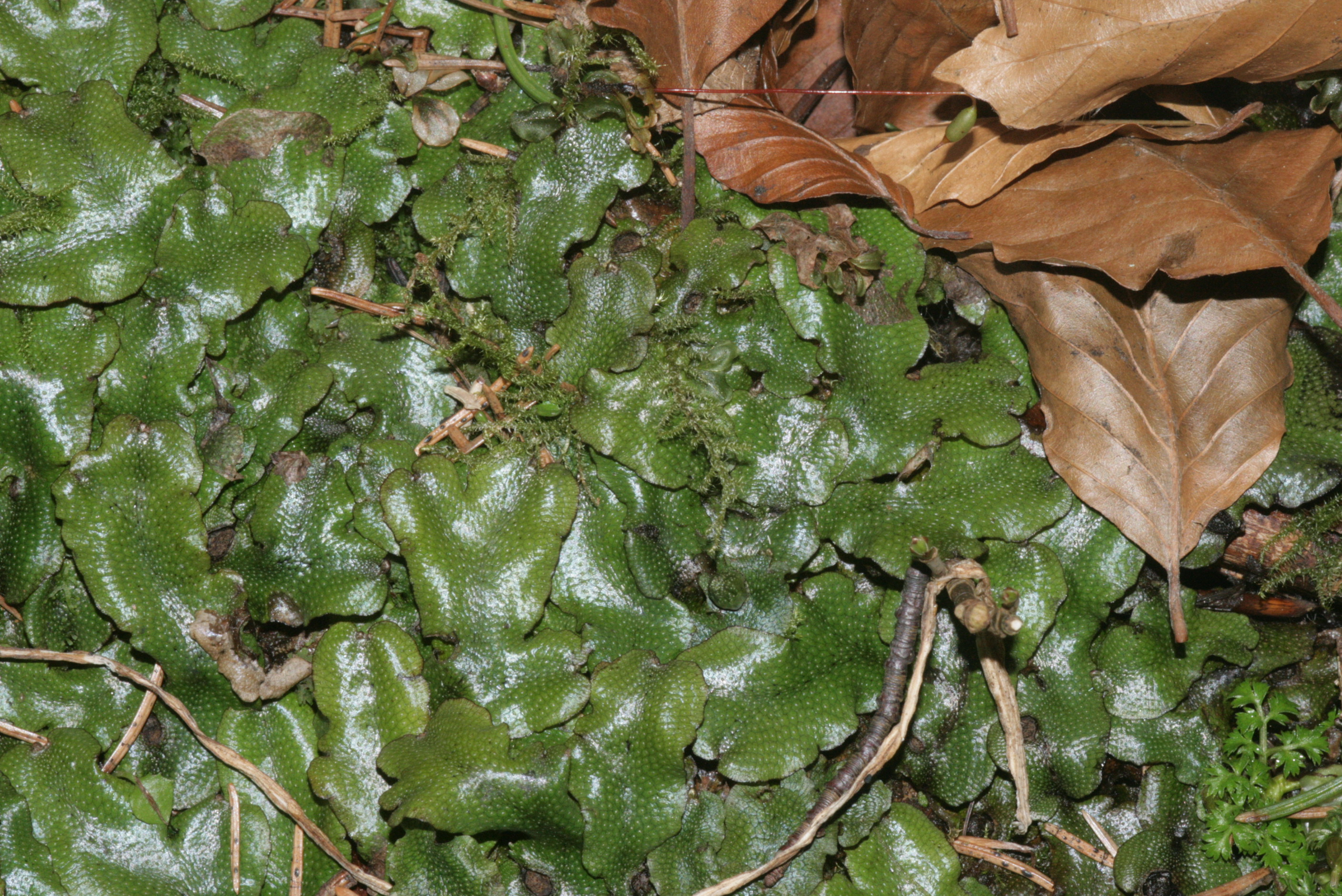
Habituskép
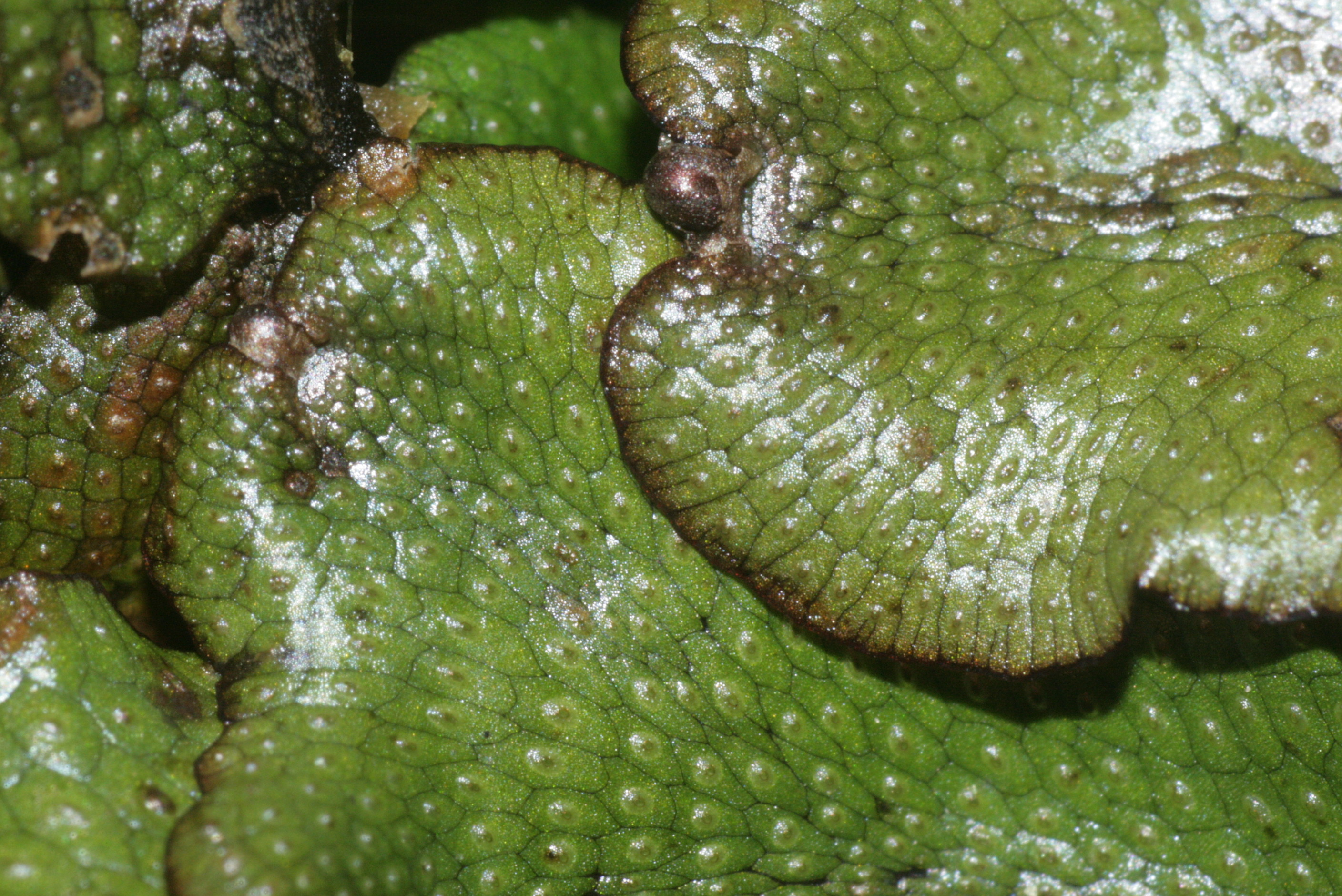
A telep felszíne gázcserenyílásokkal (15x nagyítás)
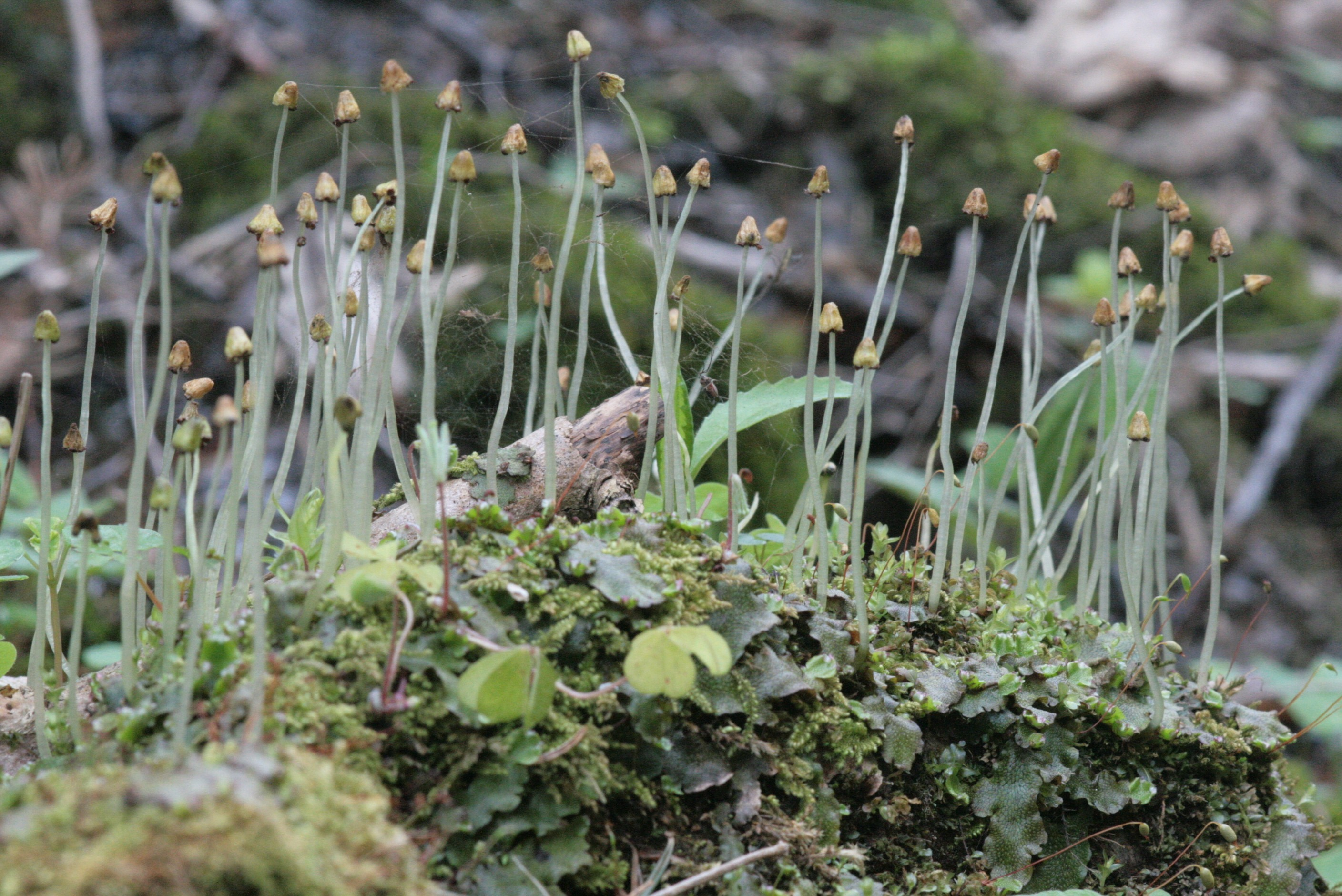
Telepek spóratokokkal

## Élőhelye, elterjedése
A kúpos májmoha a párás, nedves, árnyékos élőhelyeket kedveli. Elsősorban az erdőkben, patakok mentén köveken, sziklákon fejlődik, nagyon ritkán talajon. A meszes aljzaton is megél, mészkedvelő faj.
Megtalálható a Földön az egész északi féltekén (circumboreális faj). Európában és Magyarországon is gyakori a hegyvidéki erdőkben, szubalpin zónákban. Hazai vörös listás besorolása: nem veszélyeztetett (LC).

## Hasonló fajok
Csillagos májmoha - A telep felszínén rügykosarak találhatóak.

Conocephalum salebrosum - Kisebb méretű, 1 cm-nél nem szélesebbek a lebenyek, a telep felszíne matt.

## Fordítás
Ez a szócikk részben vagy egészben  a   Kegelkopfmoos című német Wikipédia-szócikk ezen változatának fordításán alapul.  Az eredeti cikk szerkesztőit annak laptörténete sorolja fel. Ez a jelzés csupán a megfogalmazás eredetét és a szerzői jogokat jelzi, nem szolgál a cikkben szereplő információk forrásmegjelöléseként.